# Eupithecia gilata
Eupithecia gilata là một loài bướm đêm trong họ Geometridae.